# هندريك أوديندال
هندريك أوديندال (بالإنجليزية: Hendrik Odendaal) (مواليد 9 أكتوبر 1979) هو سبّاح جنوب أفريقي، مثّل بلاده في ألعاب الكومنولث 2002.

## روابط خارجية
هندريك أوديندال على موقع اتحاد ألعاب الكومنولث (مؤرشف) (الإنجليزية)